# Gingivoplastie
 Mise en garde médicale
La gingivoplastie désigne le traitement chirurgical de l’os (mandibule, maxillaire) ou de la gencive lorsqu'ils sont abimés, nécrosés ou déformés.
Le premier geste le plus courant est celui de la mise à nu de l'os par la découpe de l'excès de tissu de gencive sur les maxillaires ; en France, ce geste est appris en école dentaire.
La découpe du tissu mou lors d'une gingivite se fait avec une découpe électrique au laser.
Les chondromes qui ont pu se développer sur l'os s'il est malade sont « raclés » avec un fil abrasif de curetage.
En cas de nécrose non tumorale de l'os la partie dégradée est curetée et au mieux colmatée sous l'éventuelle prothèse dentaire.